# Odontopera elaborans
Odontopera elaborans là một loài bướm đêm trong họ Geometridae.